# Uniwersytet Kalifornijski w Merced
Uniwersytet Kalifornijski w Merced (ang. University of California, Merced – UC Merced) – amerykańska uczelnia publiczna w mieście Merced (stan Kalifornia); najmłodszy kampus Uniwersytetu Kalifornijskiego.

## Historia
Rada Regentów Uniwersytetu Kalifornijskiego podjęła w 1988 r. decyzję o utworzeniu nowego kampusu uniwersytetu w San Joaquin Valley. W 1995 r. ustalono, że będzie położony w Merced, a w 1999 r. na pierwszego kanclerza kampusu wyznaczono Carol Tomlinson-Keasey. Naukowcy i doktoranci rozpoczęli pracę w 2003 r., a w 2005 r. rozpoczęły się zajęcia ze studentami.